# Corticotropina
La corticotropina (ACTH de l'anglès Adenocorticotropic Hormone, també coneguda com a hormona adrenocorticòtropa o hormona adrenòtropa o adrenocorticotropina) és una hormona polipeptídica produïda i secretada per l'adenohipòfisi. És un component important de l'eix hipotalàmic-hipofisiari-suprarenal, i és produïda en resposta a l'estrès biològic (juntament amb l'hormona alliberadora de corticotropina en l'hipotàlem). Els seus principals efectes són augment de la producció d'andrògens i, com el seu nom indica, el cortisol de l'escorça suprarenal.